# Morsang-sur-Orge
Morsang-sur-Orge és un municipi francès, situat al departament de l'Essonne i a la regió de Illa de França. L'any 2007 tenia 21.165 habitants.
Forma part del cantó de Sainte-Geneviève-des-Bois i del districte d'Évry. I des del 2016 de la Comunitat d'aglomeració Cœur d'Essonne.

## Demografia

### Població
El 2007 la població de fet de Morsang-sur-Orge era de 21.165 persones. Hi havia 8.243 famílies, de les quals 2.168 eren unipersonals (954 homes vivint sols i 1.214 dones vivint soles), 2.123 parelles sense fills, 3.065 parelles amb fills i 887 famílies monoparentals amb fills.
La població ha evolucionat segons el següent gràfic:
Habitants censats

### Habitatges
El 2007 hi havia 8.723 habitatges, 8.384 eren l'habitatge principal de la família, 71 eren segones residències i 268 estaven desocupats. 4.858 eren cases i 3.831 eren apartaments. Dels 8.384 habitatges principals, 5.330 estaven ocupats pels seus propietaris, 2.882 estaven llogats i ocupats pels llogaters i 172 estaven cedits a títol gratuït; 308 tenien una cambra, 776 en tenien dues, 2.143 en tenien tres, 2.514 en tenien quatre i 2.644 en tenien cinc o més. 6.238 habitatges disposaven pel capbaix d'una plaça de pàrquing. A 4.437 habitatges hi havia un automòbil i a 3.072 n'hi havia dos o més.

### Piràmide de població
La piràmide de població per edats i sexe el 2009 era:
| Homes | Edats   | Dones |
| ----- | ------- | ----- |
| 0     | 95 o +  | 8     |
| 8     | 90 a 94 | 56    |
| 52    | 85 a 89 | 108   |
| 60    | 80 a 84 | 96    |
| 204   | 75 a 79 | 252   |
| 280   | 70 a 74 | 292   |
| 392   | 65 a 69 | 460   |
| 532   | 60 a 64 | 592   |
| 468   | 55 a 59 | 560   |
| 704   | 50 a 54 | 736   |
| 744   | 45 a 49 | 656   |
| 672   | 40 a 44 | 748   |
| 808   | 35 a 39 | 820   |
| 720   | 30 a 34 | 740   |
| 760   | 25 a 29 | 692   |
| 568   | 20 a 24 | 616   |
| 592   | 15 a 19 | 553   |
| 660   | 10 a 14 | 720   |
| 720   | 5 a 9   | 564   |
| 564   | 0 a 4   | 556   |

## Economia
El 2007 la població en edat de treballar era de 14.302 persones, 10.961 eren actives i 3.341 eren inactives. De les 10.961 persones actives 10.164 estaven ocupades (5.209 homes i 4.955 dones) i 796 estaven aturades (381 homes i 415 dones). De les 3.341 persones inactives 1.011 estaven jubilades, 1.386 estaven estudiant i 944 estaven classificades com a «altres inactius».

### Ingressos
El 2009 a Morsang-sur-Orge hi havia 8.182 unitats fiscals que integraven 21.195 persones, la mediana anual d'ingressos fiscals per persona era de 22.026 €.

### Activitats econòmiques
Dels 745 establiments que hi havia el 2007, 1 era d'una empresa extractiva, 9 d'empreses alimentàries, 1 d'una empresa de fabricació de material elèctric, 29 d'empreses de fabricació d'altres productes industrials, 145 d'empreses de construcció, 172 d'empreses de comerç i reparació d'automòbils, 38 d'empreses de transport, 31 d'empreses d'hostatgeria i restauració, 14 d'empreses d'informació i comunicació, 34 d'empreses financeres, 19 d'empreses immobiliàries, 115 d'empreses de serveis, 81 d'entitats de l'administració pública i 56 d'empreses classificades com a «altres activitats de serveis».
Dels 225 establiments de servei als particulars que hi havia el 2009, 1 era una oficina de correu, 4 oficines bancàries, 14 tallers de reparació d'automòbils i de material agrícola, 1 taller d'inspecció tècnica de vehicles, 1 establiment de lloguer de cotxes, 2 autoescoles, 29 paletes, 34 guixaires pintors, 20 fusteries, 20 lampisteries, 15 electricistes, 19 empreses de construcció, 15 perruqueries, 1 veterinari, 22 restaurants, 13 agències immobiliàries, 4 tintoreries i 10 salons de bellesa.
Dels 41 establiments comercials que hi havia el 2009, 2 eren supermercats, 1 una gran superfície de material de bricolatge, 2 botiges de menys de 120 m², 9 fleques, 7 carnisseries, 1 una botiga de congelats, 4 llibreries, 3 botigues de roba, 3 botigues d'electrodomèstics, 2 botigues de mobles, 1 una botiga de material esportiu, 1 un drogueria i 5 floristeries.

## Equipaments sanitaris i escolars
Els 8 equipaments sanitaris que hi havia el 2009 eren farmàcies.
El 2009 hi havia 8 escoles maternals i 8 escoles elementals. A Morsang-sur-Orge hi havia 2 col·legis d'educació secundària i 1 liceu tecnològic. Als col·legis d'educació secundària hi havia 1.024 alumnes i als liceus tecnològics 310.

## Poblacions més properes
El següent diagrama mostra les poblacions més properes.